# 현진건
현진건(玄鎭健, 1900년 9월 2일~1943년 4월 25일)은 대한제국과 일제 강점 시대 조선(朝鮮)의 작가(문학 평론가 겸 수필가)이자, 소설가 겸 언론인, 독립 운동가였으며, 「운수 좋은 날」, 「술 권하는 사회」 등 20편의 단편소설과 7편의 중·장편 소설을 남겼다.
1943년 4월 25일, 일제강점기 경성부에서 장결핵으로 병사한, 그의 본관은 연주 현씨(延州 玄氏)이며, 호는 빙허(憑虛)이고, 일제 지배하의 민족의 수난적 운명에 대한 객관적인 현실 묘사를 지향한 사실주의의 선구자로 꼽힌다.

## 가계
현진건의 집안인 연주 현씨는 역관(譯官) 등의 잡과(雜科) 출신을 많이 배출한 중인(中人) 집안에 해당한다. 현진건의 6대조로 왜역(倭譯) 즉 일본어 통역관이었던 태형(泰衡)부터 한역(漢譯) 즉 중국어 통역관이었던 5대조 상복(商福), 몽역(蒙譯) 즉 몽골어 통역관이었던 시석(時錫)에 이르기까지 모두 역관으로서 활약하였으며(각자의 처가도 또한 역관 집안이었다) 증조부 경민(敬敏)도 왜역으로 동래(東萊)에서 오랫동안 머물렀다. 황현의 《매천야록》에는 현진건의 숙부인 현양운이 조민회의 후임으로 주왜공사(住倭公使)가 된 사실을 기록하면서, 영운의 가계를 그의 할아버지(즉 현진건의 증조할아버지)가 왜역으로 오랫동안 동래에 머무르다가 현지 기생과의 사이에서 현양운의 아버지를 얻었고, 현양운 자신도 그 아버지가 첩에게서 본 자식이었다고 적고 있다.
현진건의 할아버지 학표(學杓)는 무과(武科)에 급제하여 내장원경(內藏院卿)직을 지냈고, 다시 경운(炅運)·철운(轍運)·영운(映運)·양운(暘運)·붕운(鵬運)의 다섯 아들을 두었다. 그 중 경운이 바로 현진건의 아버지이며, 봉호가 정3품 통정대부(通政大夫)까지 올라 의정부 외부의 통신원 국장과 전보사장을 지냈다. 그의 집안은 계몽사상가이자 독립운동가였으나 후에 친일파로 변절하게 되는 윤치호, 독립운동가 겸 정치인으로 내무장관, 서울시장을 지낸 윤치영, 4대 대통령 윤보선 집안과 이중으로 혼반관계를 형성하였다.

## 생애

### 출생
광무 4년(서기 1900년) 대구부(大邱府)에서 현경운(玄擎運)과 어머니 완산 이씨(完山 李氏) 정효(貞孝)의 넷째 아들로 태어났다. 그가 태어난 곳은 당시 대구부 명치정(明治町) 2정목(町目), 지금의 대구광역시 중구 계산동 2가의 속칭 '뽕나무골'이라 불리던 마을이었다. 어머니는 1910년에 일찍 세상을 떠났다. 그의 위로는 홍건(鴻健), 석건(奭健), 정건(鼎健)의 세 형이 있었는데, 맏형 홍건은 대한 제국의 육군 참령과 외국어학교(外國語學校) 부교관(副敎官)을 지냈고 칭경시예식사무위원(稱慶時禮式事務委員)을 잠시 맡기도 했다. 석건은 일본 메이지 대학(明治大學) 법학과를 졸업하고 변호사로 근무했으며, 정건은 훗날 중국으로 건너가 독립운동에 나섰다.

### 유년기와 수학
1906년부터 마을에서 한학(漢學)을 배우던 그는 여덟살때에, 당숙이자 양아버지인 현보운(玄普運)이 세운 대구노동학교에 들어가 신학문을 배우기 시작했다.
국권 피탈 뒤인 1915년, 15세의 나이로 당시 경주 향리의 부호인 진사 이길우(李吉宇)의 딸 순득(順得)과 혼인하여 대구부 수정(竪町) 255번지(지금의 대구광역시 중구 인교동)에 있던 처가에서 신혼생활을 하였다. 그 해 11월에 보성고등보통학교에 입학하였다가 2학년 재학 중인 이듬해 7월에 자퇴하고, 일본으로 건너가 도쿄 세이소쿠 영어학교(正則英語學敎)에 입학하였다.

### 동인지 발간
1917년 다시 귀국하였는데, 이때 대구에서 백기만(白基萬) · 이상화(李相和) 등과 습작 동인지 『거화(炬火)』를 발간하였다. 이것이 그가 처음으로 시작한 '문학'이었다(다만 본격적인 동인지는 아니고 작문지 정도의 수준이었다고). 4월에 현진건은 다시 일본으로 건너가 도쿄의 5년제 세이조 중학교(成城中學校)에 3학년으로 편입하였다. 1918년 3월에 다시 귀국하였는데, 얼마간 대구에 머물다가 집안 몰래 형 정건이 있던 중국 상하이(上海)로 건너 가서 후장 대학(扈江大學) 독일어 전문부에 입학한다. 조선에서 일어난 3.1 운동의 여파가 상하이에까지 커져 상하이에서도 만세운동이 벌어지고, 대한민국임시정부(大韓民國臨時政府)가 수립되던 해인 1919년 다시 귀국하여, 당시 육군 공병 영관을 지낸 당숙 현보운(玄普運)의 양자로 들어가게 되면서 서울로 상경, 지금의 종로구 관훈동 52번지에서 살았는데, 현보운은 1919년에 사망하고 그가 호주가 되었다. 12월에 첫딸 경숙(慶淑)이 태어났으나 이듬해에 죽고 만다.

### 개벽지 동인 활동
1920년, 현진건은 양아버지 현보운의 동생 희운(僖運)의 소개로 11월, 문예지 『개벽(開闢)』에 「희생화(犧牲花)」를 개재하면서 처음으로 문단에 이름을 올리는데, 이보다 앞서 현진건은 『개벽』에 번역소설 「행복」(아르치바세프 원작)과 「석죽화」(쿠르트 뮌체르 원작)를 발표하고 있었다. 그의 자전적 성격도 동시에 가진 것으로 알려진 「희생화」는, 그러나 당시 문예평론가 황석우(黃錫禹)로부터 "소설이라고 부를 수도 없는, 하등 예술의 형식을 갖추지 못한 무명 산문"이라는 혹평을 받은 작품이었다.
처음 「희생화」를 발표하던 때부터 현진건은 이미 '빙허'라는 아호를 스스로 지어 쓰고 있었는데, 대체로 그가 혼인을 올리던 1915년에서 학교를 자퇴하고 일본으로 건너간 1916년 사이부터 쓰기 시작한 것으로 자신은 회고하고 있다. 다소 허무주의적 표현이 없지 않지만 '허공(虛空)에 의지한다'는 이 말이 자신의 심경을 가장 적절하게 표현한 말이었고, 고대 중국 송(宋)의 문인 소식(蘇軾)의 《적벽부(赤壁賦)》의 구절 가운데 "넓기도 하구나, 허공에 의지하여 바람을 타고서(浩浩乎! 憑虛御風而)..."란 구절에서 느낀 바가 있어 그대로 '빙허'를 자신의 아호로 정하게 되었다고 한다. 1920년 11월에 현진건은 조선일보사에 입사하였다.
1921년 1월에 현진건은 다시 『개벽』에 단편소설 「빈처」를 발표하였는데, 이것이 문단의 호평을 받아 11월에는 다시 『개벽』에 단편 「술 권하는 사회」를 발표하였고, 1922년 1월부터 4월까지 『개벽』에 중편소설 「타락자」를 발표하였다. 작품 술 권하는 사회에서 그는 사회의 부조리함을 알면서도 저항하지 못하는 나약한 지식인상을 풍자하였다.
이 전해부터 휘문고등학교 출신의 젊은 문인인 박종화(朴鍾和) · 나빈(羅彬) · 홍사용(洪思容) · 이상화 · 박영희(朴英熙) 등과 함께 잡지 『백조(白潮)』의 동인이 되어, 『개벽』과 『백조』 두 잡지 사이를 오가며 『백조』 1호지에 수필 「영춘류(迎春柳)」, 2호지에 단편소설 「유린」을 발표하고, 또 기행문 「몽롱한 기억」을 기고하면서, 7월에 『개벽』에 다시 번안소설 「고향」(치리코프 원작)과 「가을의 하룻밤」(고르키 원작)을 각각 발표하였다.

#### 동명사에서 동아일보까지

##### 동명사 입사
1922년 9월에 현진건은 조선일보사를 그만두고 최남선(崔南善)이 만든 동명사(東明社)에 들어간다. 그 다소의 한계에도 불구하고 창간 당시부터 민족적 색채가 농후했고, 역사지향적 성격을 추구하며 「조선통속역사강화」(최남선 저) · 「조선과거의 혁명운동」(문일평 저) 등 유독 국학(國學) 관련 논문이 자주 연재되었던 「동명」에서의 경험은 훗날 「고도순례 경주」, 「단군성적 순례」 등의 민족의식이 농후한 작품을 쓰는데 큰 영향을 끼쳤다고 할 수 있다. 그리고 11월 13일에 그의 첫 창작집 『타락자』가 조선도서주식회사에서 발간된다.
1923년 2월부터 10월까지 현진건은 『개벽』에 중편 「지새는 안개」를 발표하고, 9월에는 그의 동인지 『백조』에 단편 「할머니의 죽음」을 발표하였다. 「지새는 안개」는 당시의 문인 염상섭(廉想攝)이 "살아있는 춘화도"라 평하고 있을 정도로 정밀하고 세련된 묘사를 보이고 있는 것으로 평가되었다. 또한 최남선이 주재한 동인지 『동명(東明)』의 편집동인으로 참여하여, 번안소설 「나들이」를 기고하는 한편으로 1924년 3월 31일에 창간된 「시대일보」(동명사의 후신)에 입사하였다(이때 그의 부인은 병치레로 대구의 친정으로 가 있었고 현진건만 홀로 서울에 남아 있었다). 1924년 1월에는 단편 「까막잡기」를 『개벽』 , 2월에 「그립은 흘긴 눈」을 잡지 『폐허이후』에서 발표하고, 이어 다시 6월에 단편 「운수 좋은 날」을 『개벽』에 발표한다. 또한 4월 2일부터 5일까지 「시대일보」 지면에 소설 「발(簾)」을 연재했다.

##### 작가로서의 일인일당(一人一黨)주의
1925년 1월, 현진건은 『개벽』에 단편 「불」을 발표하였다. 이때 그는 「시대일보」의 사회부장이 되었으나 「시대일보」가 폐간되면서 동아일보사로 전직하여야 했다. 3월 1일자 『개벽』 제57호에는 이때의 현진건의 근황에 대해 "근래에 빙허(憑虛) 군은 신문사 일도 뜻대로 되지 않으므로 더 많은 독서와 연구에 노력하겠다 한다. 늘 군은 조선의 평론계가 아무 보잘 것 없는 것을 매우 분개해서 앞으로는 논문도 쓰실 작정이라고. 고마운 일이며 즐거운 일이며 마음히 든든해지는 일이다."라고 짤막하게 소개하고 있다. 그리고 박문서관에서 그의 중편 「지새는 안개」가 단행본으로 간행되었다. 또한 2월에 단편 「B사감과 러브레터」를 『조선문단』에 발표하고, 4월과 5월에는 수필 「목도리의 복면」과 「설 때의 유쾌와 낳을 때의 고통」을 각각 기고하였다. 7월에는 「조선문단과 나」라는 기고에서 작가는 삼삼오오 짝을 짓고 당을 나누어 서로 갈라서서 싸우는 존재가 아니라 작가 하나하나가 독립적인 개체라는 "일인일당(一人一黨)주의'라는 용어를 써가며, 계급주의 문학을 옹호하는 카프의 주장에 맞서 내용적 가치와 계급적 가치란 별개임을 주장하였다. 또한 『조선문단』에서 만든 조선문단합평회의 정기회원으로서, 10월에는 『조선문단』 신추문예(新秋文藝)에 응모한 작품들의 심사를 맡아 처음으로 평론을 싣기도 했다.
1926년 1월에 현진건은 『개벽』에 평론 「조선혼(朝鮮魂)과 현대정신의 파악」을 기고하였다. 이 평론은 오늘날 현진건이 가진 '민족주의' 성향을 강하게 드러낸 것으로 평가받는다. 2월에는 『조선문단』에 수필 「무명 영웅」을 기고하고, 11월에는 『개벽』에 단편 「사립정신병원장」을 기고하였다. 또한 이 해 3월에 단편집 『조선의 얼골』이 출판사 글벗집에서 간행되었다.

##### 동아일보사 사회부장으로서
1927년 1월부터 3월까지 『조선문단』에 중편 「해 뜨는 지평선」을 기고하였다. 같은 해 1월 2일자 「동아일보」는 현진건을 "산뜻한 표현의 미를 가진 단편작가"로, "표현에 노력을 빼앗긴 반면에 그 내용적 가치가 너무도 희박하다"고 하면서도 단편집 『조선의 얼굴』에서 보여준 그의 새로운 모습을 향한 노력을 높이 사면서, "그의 자연주의는 새로운 경지를 개척하고 있으며 그의 제재 방면도 분명히 향토로, 민중으로 움직이고 있다"는 긍정적인 평가로 끝맺고 있다. 1928년에는 드디어 「동아일보」 입사 3년만에 사회부장이 되었다(~1936년). 사회부장 시절의 현진건에 대해 당시 "대장을 놓고 제목을 붙이는데, 편집 칠팔명이 모여선 중에 붉은 잉크를 붓에 덤뻑 찍기만 하면 민각을 누연치 않고 진주 같은 제목명을 이곳저곳에 낙필 성장으로 비치듯 떨어져서, 선후배들로 하여금 그 귀재에 혀를 둘러 감탄케 할 지경"이라는 명성이 나돌았다고 한다. 그러나 이 해 1월, 상하이에서 한인청년회를 조직하고 독립운동을 전개하던 형 현정건이 체포되어 본국으로 이송되어 복역하였다.
1929년 7월 8일부터 12일까지 신라(新羅)의 고도였던 경주(慶州)를 답사하고, 그 기행문 「고도순례 경주」를 7월 18일부터 8월 19일까지 「동아일보」에 연재하였다(이 고도기행은 당초 경주뿐 아니라 공주(公州)와 부여(扶餘), 평양(平壤)까지도 계획에 넣고 있었던 것 같지만 경주 이후로 고도기행은 이루어지지 않았다). 또한 『문예공론』 7월호에 단편 「신문지와 철창」을 기고하였으며, 12월에는 『신소설』에 「정조와 약가(藥價)」를 발표하였다.

### 비극의 30년대

#### 형 현정건의 죽음과 복역
1930년 2월과 12월에는 장편 「웃는 포사」를 『신소설』과 『해방』에 연재하다 4회만에 중단하고, 1931년 10월에 단편 「서투른 도적」을 『삼천리』에, 11월에는 『신동아』에 「연애의 청산」을 발표하였다. 1932년 7월 8일부터 23일까지 단군(檀君)의 전승이 남아있는 안주(安州), 묘향산(妙香山), 평양, 황해도(黃海島), 강화도(江華島) 등지를 답사하고 그 기행문 「단군 성적(聖跡) 순례」를 7월 29일부터 『동아일보』에 연재하였다(~11.9). 그러나 이 해, 3년의 옥살이를 마치고 6월 10일에 출소한 형 현정건은 현진건이 『동아일보』지면에 장편소설 「적도(赤道)」를 연재하기 시작한지 열흘 뒤인 12월 30일에 옥살이의 후유증으로 숨을 거두고, 이듬해 형수(현정건의 부인) 윤덕경(尹德卿)도 자결하는 등 현진건에게 개인사적 비극이 잇따랐다(「적도」는 1934년 6월 17일에 완결되었다).

#### 일장기 말소사건과 동아일보사 사직
1936년, 베를린 올림픽 마라톤에서 일본 대표로 출전해 1등을 차지한 조선인 선수 손기정(孫基禎)의 유니폼에 그려진 일장기를 지워버린 채 신문에 실은 사건으로(일장기 말소 사건) 현진건은 기소되어 1년간 복역해야 했으며, 이듬해 출옥하면서 동아일보사를 사직하고 관훈동에서 서대문구 부암동 325-5번지로 이사하여 그곳에서 땅을 빌려 양계 사업을 시작한 한편, 1938년 7월 20일부터 다시 「동아일보」지면에 장편역사소설 「무영탑(無影塔)」을 연재한다.(~ 1939년 2월 7일) 1939년 7월에 「동아일보」 학예부장으로 복직되었으며, 같은 해 10월 25일부터 「동아일보」에 역사소설 「흑치상지(黑齒常之)」 연재를 시작하는데, 이 와중에 문예지 「문장」과 가진 인터뷰에서 현진건은 당시의 소설들에 대해서 "(자신이 처음 글을 쓰던 때에 비해) 문장이라든가 소설 만드는 기술은 가히 괄목할 만큼 진보.... 그러나 구상의 도약이 드뭅니다"라며 "동경(東京) 문단의 말기적인 신변잡기 같은 것에 안주하려는 경향"에 대해 경계하고, 또한 현재가 여러 면에서 세계적인 문학의 빈곤시대가 아닌가 싶다며 "문은 실상 기(氣)이며 기가 없으면 아무리 진주같다 해도 곧 사회"라는 견해를 피력했다. 그리고 12월에는 같은 잡지에 또 한 번 「역사소설의 제(諸)문제」라는 글을 기고하여 역사소설이라는 것에 대한 자신의 견해를 피력하였다.
나는 역사소설이 작품으로 나타나기까지 작자의 태도를 대별하여 두 가지 경로를 밟는다고 생각합니다.
그 하나는 작자가 허심탄회로 역사를 탐독완미하다가 우연히 심금을 울리는 사실을 발견하고 작품을 빚어내는 경우입니다. 이런 경우는 사실 자체가 주제를 제공하고 작자의 감회를 자아내는 것이니 순수한 역사소설이 대개는 이 경로를 밟지 않는가 생각합니다. 예하면 스코트의 제(諸) 작품 아나톨 프랑스의 「신들은 주린다」라든가 우리 문단에도 춘원의 「단종애사」, 상허의 「황진이」 같은 작품이 그 좋은 예라고 하겠습니다.
또 하나는 작자가 주제는 벌써 작정이 되었으나 현대에 취재하기도 거북한 점이 있다든지 또는 현대로는 그 주제를 살려낼 진실성을 다칠 염려가 있다든지 하는 경우에 그 주제에 적당한 사실을 찾아 대어 얽어놓은 경우입니다. 쉔키비치의 「쿠오 바디스」, 아나톨 프랑스의 「타이스」, 톨스토이의 「전쟁과 평화」, 춘원의 「이차돈의 사(死)」 같은 작품은 다 이런 경로를 밟은 작품이라고 봅니다.
 제1의 경우라고 해서 대작(大作) 신품(神品)이 없는 것이 아니지만 제2의 경우에야말로 웅편(雄編) 걸저(傑著)가 더 많지 않은가 합니다. 그가 작품마다 그 구별이 뚜렷한 것이니 아니오 서로 혼합되고 착종하는 경우도 적지 않겠지요.

사실을 위한 소설이 아니오 소설을 위한 사실인 이상 그 창작가는 제2의 경우를 더욱 중시하여야 될 줄 믿습니다. 이미 주제를 작정한 다음에 그 소재를 취하는데 현재와 과거를 가릴 필요가 없는 줄 압니다. 작품상에는 현재라고 더 현실적이오 과거라고 비현실적이란 관념은 도무지 성립이 되지 않는 줄 압니다. 더구나 제2의 경우에는 그 과거가 현재에 가지지 못한, 구하지 못한 진실성을 띄었기 때문에 더 현실적이라고 믿습니다. 현재의 사실에서 취재한 것보담 더 맥이 뛰고 피가 흐르는 현실감을 줄 수 있다고 믿습니다. 주어야 될 줄 믿습니다. 이렇게만 된다면 비현실적이라는 등 도피적이라는 둥 하는 비난의 화살은 저절로 그 과녁을 잃을 것입니다.

그가 『동아일보』에 연재하던 「흑치상지」는 총독부의 검열과 탄압으로 불과 58회만에 강제 중단되었고, 이어 그의 작품집인 「조선의 얼골」까지 총독부에 의해 '금서'로 지정되어 판매가 금지된다.

### 말년
원고료에 양계만으로는 생계를 해결할 수 없었던 현진건은 돈을 벌 수 있다는 친구의 유혹에 넘어가(방인근은 "박씨 성을 가진 친구의 꼬임에" 넘어갔다고 했다) 기미(期米) 사업을 시작하지만, 1940년에 당시 명동에 있던 증권회사에 미두를 투자했다가 그것이 모두 실패하면서 양계장이나 다른 재산, 부암동에 있던 집도 처분하고 신설동 고려대학교 정문 앞의 조그만 초가집(지금의 동대문구 제기동 137번지 61호)으로 이사해야 했다. 이 실패로 현진건은 더욱 술에 빠져 살게 되었고 결국 '혈압' 때문에 쓰러져 눕게 되었다(이 해에 현진건의 단편소설과 역사소설 「무영탑」이 박문서관에서 「현진건 단편집」과 「무영탑」으로 발간되었다). 현진건은 『동아일보』 기자였던 양재하가 만든 친일잡지인 『춘추』 4월호에 소설 「선화공주」를 연재하지만 9월호에서 중단하였다(미완).
1943년에 지병이었던 폐결핵과 장결핵으로 경성부 제기동의 자택에서 숨을 거둔다. 향년 44세.(공교롭게도 현진건의 동향이자 문우였던 시인 이상화도 같은 날 위암으로 대구에서 별세하였다.)

### 사후
현진건이 사망한 뒤에 그의 친아버지 현경운도 대구에서 사망하였고, 부인 이순득도 대구의 친정에서 사망하였다.
2005년 3월 1일에 대통령 표창장이 추서되었으며, 같은해 2005년 8월 15일에 건국공로훈장 독립장(3급)이 추서되었다. 2009년에는 그의 업적을 기리기 위해 그의 이름을 딴 '현진건 문학상'이 제정되었다.

## 혈육 및 친척 관계
숙부 영운(映運)은 아내 분남(粉男)이 이토 히로부미의 양녀가 된 것을 계기로 크게 출세하여, 장관급인 대한제국 군령부 참장, 주일특명전권공사, 원수부 검사총장, 참모부 제1국장, 농상공부 협판 등의 고위직을 거친 구한말의 전형적인 친일 관료였다. 이러한 그의 벼락출세가 영운의 형제들의 관직 진출에 음으로 양으로 크게 도움을 주었을 것으로 보인다. 부친 경운은 지위가 정3품 통정대부까지 올랐고 의정부 외부의 통신원 국장과 전보사장을 거쳐 1895년 대구부 전보사의 주사로 취임하기도 했다. 숙부 철운은 안동관찰부 주사 겸 용궁군수를 지냈다. 숙부 양운은 관립영어학교 출신으로 궁내부 예식원주사에 태복시 기사 등을 지내고 원산과 동래에서 영어교사로 일했으며 대한체육회 창설 멤버로 알려져 있다. 숙부 붕운은 태복시 주사를 지냈다.
부친 경운의 첫 부인이자 현진건의 친어머니인 완산 이씨 정효(貞孝)는 진건을 비롯한 네 명의 아들을 낳은 뒤 막내 진건의 나이 열 살 때인 1910년 6월 13일에 죽고, 경운은 정선(旌善) 전씨를 후처로 맞아들여 또 한 명의 아들을 두었다. 진건의 큰형 홍건(鴻健)은 러시아 사관학교 출신으로 대한 제국의 육군 참령을 지냈다. 한때 러시아 대사관에서 통역을 맡기도 했으며, 《각사등록》과 《승정원일기》 등의 문헌에 따르면 광무 6년(1902년)에 외국어학교(外國語學校) 부교관(副敎官)과 칭경시(稱慶寺)의 예식사무위원(禮式事務委員)을 잠시 맡기도 했다 말년의 행적은 잘 알려지지 않았으며 미(美)·소(蘇) 공동위원회 시절에 납북되었다는 설도 있다. 둘째 형 석건(奭健)은 일본 메이지 대학교 법학과를 졸업하고 대구에서 변호사로 근무했으며, 아우 정건이 독립운동 혐의로 체포되어 재판을 받을 때 변호를 맡기도 했다. 셋째 형 정건(鼎健)은 사회주의 독립운동가로 유명하다.
이들 형제는 현진건이 5촌 당숙 현보운(1875년 - 1919년)의 양자로 입양되어 들어간 뒤 법적으로는 친형제에서 6촌 형제로 바뀌었다. 관립 일어학교 출신의 보운은 1896년) 8월 3일에 외국어학교의 교관(敎官)이 되었고, 1899년에는 궁내부 번역관, 1900년 12월 24일에는 예식원 참리관으로 임명되어 봉직하다가 러일전쟁이 일어난 1903년 11월 11일에 주일공사관 이등참서관이 되었고, 1904년 일본 보병대 수원(隨員)으로 일본으로부터 즈이호오 4등 훈장을 받기도 했다. 1905년에는 군부 군무국 포병과로 옮겨 정위가 되었다.
장인은 이길우(李吉雨)로 진사로 당시 향리에서 부호였다고 한다.
두 살 연상의 아내 이순득에게서 얻은 두 딸 경숙(卿淑)과 애경(愛卿)은 각각 어린 나이에 죽고, 셋째 딸 화수(和壽)는 그의 문우 박종화의 장남 돈수(敦洙)에게 시집가서 1남 4녀를 낳았다. 고려대학교 교수로 재직 중인 박동건은 바로 화수의 아들이다.
- 부인 : 이순득
  - 딸 : 현경숙
  - 딸 : 현애경
  - 딸 : 현화수
  - 사위 : 박돈수 - 박종화의 아들
    - 외손자 : 박동건

## 관련 인물
- 염상섭
- 방정환(方定煥)
- 이장희(李章熙)
- 심훈(沈熏)
- 이상화
- 박종화
- 백기만(白基萬)
- 이광수 - 박종화의 일기에 보면, 1922년 현진건이 홍사용 · 박종화 등의 문인들과 함께 동인으로 참여한 문예지 《백조》 창간호에 이광수의 시 「악부(樂府)」가 실리게 되었을 때, 상해에서 《백조》를 받아보고 현진건에게 비밀 편지를 보내 "한국의 꽃봉오리 같은 젊은 청년들이 발표하는 깨끗한 《백조》지에, '귀순장'을 쓰고 항복해 들어간 이광수가 동인이 되었다 하니 놀랍기 그지없는 일이다. 빨리 동인에서 제거하라"며 항의했고, 결국 《백조》 동인에서 이광수는 빠지게 되었다고 한다. 당시 이광수는 이미 당시 춘원은 허윤숙이라는 여인과 동거하면서 일제에 이른바 '귀순장'이라는 것을 써서 독립지사들의 정보를 넘겨주고 변절한 상태였던 것이다.[27]
- 이무영 - 1955년 8월 30일자 「경향신문」에 발표된 이무영의 회고에 따르면, 그가 1932년 처음 중편소설 「지축을 돌리는 사람들」을 「동아일보」에 연재하였을 때 별다른 반응이 없이 문단에서도 별다른 주목을 받지 못하는 와중에 "오직 빙허(현진건) 선생이 꾸준히 읽어주시고 용기를 북돋아 주었"으며, 「먼동이 틀 때」를 연재할 수 있도록 서항석과 더불어 힘을 써준 것도 현진건이었다고 술회하고 있다. 다만 이무영이 친일로 돌아선 것을 현진건이 어떻게 생각했는지, 이후 이무영과 현진건이 어떠한 관계에 있었는지는 확실히 밝혀진 것이 없다.

## 일화
- 술에 관한 에피소드가 적지 않다. 술과 관련해 하루는 『조선문단』에 함께 작품을 기고하던 염상섭이나 김동인·나도향·양주동 등과 잡지사에 모였다가 저녁에 술을 마시는데, 술에 취해 저마다 "나는 조선의 괴테가 될 테니 자네는 (조선의) 톨스토이가 되게", "나는 베르렌이 될테니 너는 체홉이 되라" 등의 주정을 늘어놓으면 곧잘 "그놈의 톨스토이, 괴테 좀 집어치우시오" 하고 큰소리치곤 했으며[28] 「동아일보」 사회부장으로 근무하던 시절에는 명월관에서 있었던 사원들끼리의 송년회식 자리에서 「동아일보」 사장에게 "이 놈아, 먹어, 먹으라고."하며 술을 권하다가 급기야 뺨까지 때렸다. 하지만 사장은 현진건을 내치지 않았다는 것이다[29](다만 이때 현진건에게 뺨을 맞았던 동아일보 사장이 송진우였는지 김성수였는지는 사람마다 증언이 다르다).
- 1932년 7월 1일자 『삼천리』기사에서, '만일 금주법이 실시된다면'이라는 질문에 현진건은 "돈이 없어서 못 먹으니 차라리 끊어 버리는 것도 나을 듯 싶어서 벌써부터 끊으려고 하는데요. 그런데도 세상 사람들은 날 보고 애주가로 인증하니 참 딱한 일입니다. 우선 귀사에서도 많은 인사를 제쳐 놓고 나에게 물어 보시는 것은 내가 술을 좋아한다고 해서 구태여 물어보시는 줄 암니다. 혹 먹고 싶으면 어떻게 하겠느냐고? 배운 재주라 그렇케 쉽게 버릴까 하는 것도 의문은 됩니다. 정, 먹고 싶으면 카포네 노릇이나 해야 먹게 될 줄 압니다."라고 대답하기도 했다.
- "글 친구보다 술친구가 많으신 것 같았다"고까지 술회될 정도지만, 일단 글을 쓰기 시작하면 몇날 며칠씩 술 마시고 밤 새워 글을 썼고, 글 쓰는 동안만은 식구들도 숨도 못 쉬게 굴었다고 한다.[30]
- 전 「동아일보」 편집국장 우승규의 술회에 따르면, 1936년의 물난리(병자년 수해)에 수재의연금을 모으러 동지들과 창의문 밖에서 가진 모임에서, 술이 취하여 "일본인한테 기대지 말고 우리끼리 자족자구(自足自求)하자고."하고 기염을 토하다가 공교롭게도 옆에 있던 일본 경찰로부터 주의를 받은 일이 있었다고 한다.(당시 일본인들은 조선인들에게 일본인을 '일본인'이라 부르지 말고 '내지인內地人'이라 부를 것을 강요했고 그러지 않는 자는 소위 '불령선인'으로 몰았기 때문에 공공연하게 '내지인'이라고 쓰고 그 위에 '일본'이라는 두 글자를 적었던 것이다)[31]
- 부부생활과 관련해서는, 지인 대부분이 "아내만을 사랑한" 사람이었다고 증언하고 있다.(사실 그 시절에 부인 외의 다른 여자와 연애하며 따로 살림을 차리기까지 하는 일은 드문 것이 아니었으며, 김동인처럼 아예 자기 아내를 버리고 평양에서 서울로 거처까지 옮겨서 기생집을 전전하는 경우도 있었다.) 백기만은 "자기보다 두 살 더 먹은 아내를 일생을 두고 한결같이 사랑하였을 뿐이요, 다른 여자하고는 깊은 관계를 맺은 일은 없었다"고 했으며, 방인근은 "요릿집에서 술자리를 같이 할 때, 기생이 옆에 와서 지근덕거리면 미남에다가 신문기자라면 기생들이 홀딱 반해서 덤벼드는 시절이니 그러면 빙허는 좋아하는 체 대꾸를 하면서도 쌀쌀하게 범접치 못할 기상으로 난잡하게 굴지 않는다"고 회고하고 있다. 현진건의 아내 이순득도, 남편이 아침에 새로 입고 나간 황라 두루마기와 비단 마고자가 술 때문에 엉망이 되어 들어와도 불평 한 마디 하지 않았다고 전한다.[32]
- 처가가 경주에서 알아주는 부호였지만 정작 본인은 집이 가난했기에 처가에서 보내주는 것으로 생계를 잇곤 했으며, 처갓집에 간 아내가 구박을 받고 처남댁이 부자 행세를 하는 모습을 묘사하며 주인공이 분노한다는 「빈처」는 바로 그의 아내를 모티브로 쓴 것이라고 한다. 이후로도 글을 쓰는 중간중간에 멈추고 아내에게 자신이 쓴 글을 읽어주기도 했다고 한다.[30]
- 유일하게 살아남은 외동딸 현화수를 귀여워 한 반면 엄하게 교육시켜, 딸에게 극장 출입도 엄금했을 뿐 아니라 어려운 살림을 돕겠다며 취직하는 딸을 한사코 반대하였고, 가졌던 많은 장서들도 딸에게는 소설 한 권 읽지 못하게 했을 정도라고 한다.(장서들은 모두 고려대학교에 기증되었다)[30]

## 생가·자택·묘소
생가는 주소만 남아있을 뿐 어디인지도 확실하지 않다. 그가 살았던 인왕산 밑의 부암동 자택은 종로구에서 공용주차장을 짓기 위해 2003년에 헐어버려서 지금은 터와 '현진건 집터'라는 표석만이 남아 있다. 당시 그 생가의 철거에 대한 비판이 높아지자 행정당국은 '민간인 소유자와 부지 매입을 협의하고 있다'고 밝혔는데 2012년 10월 4일에 안평대군의 사저와 함께 법원경매에 부쳐졌다. 유언에 따라 화장되고 경기도 시흥군 신동면 서장리에 매장됐었으나 그 후 남서울 개발관계로 묘소가 사라져 유해는 한강에 뿌려졌다.

## 작품
- 〈빈처〉(단편소설, 1921년)
- 〈술 권하는 사회〉(단편소설, 1921년)
- 〈운수 좋은 날〉(단편소설, 1924년)
- 《까막잡기》(단편소설, 1924년)
- 〈B사감과 러브레터〉(단편소설, 1925년)
- 〈할머니의 죽음〉(단편소설, 1925년)
- 《불》(단편소설, 1925년)
- 《고향》(단편소설,1926년)
- 《무영탑》(無影塔,장편소설, 1938년)
- 《적도》(장편소설, 1939년)
- 《흑치상지》(黑齒常之,연재소설,1939년)

## 참고 문헌
- 양진오(2008) 《대구대학교 인문과학총서24 조선혼의 발견과 민족의 상상 - 현진건의 학술적 평전과 문학 연구》 도서출판 역락